# Encyrtoidea
Encyrtoidea är ett släkte av steklar. Encyrtoidea ingår i familjen sköldlussteklar.
Kladogram enligt Catalogue of Life:
| Encyrtoidea | \| \| Encyrtoidea compressifemur \| \| \| \| \| \| Encyrtoidea punctatifrons \| \| \| \| |
|             | \| \| Encyrtoidea compressifemur \| \| \| \| \| \| Encyrtoidea punctatifrons \| \| \| \| |
|             | Encyrtoidea compressifemur                                                               |
|             |                                                                                          |
|             | Encyrtoidea punctatifrons                                                                |
|             |                                                                                          |